# Lalla Fatma N'Soumer
Lalla Fatma N'Soumer eller Lalla Fadhma n'Soumer, född Fadhma Nat Sid Hmed 1830, död i september 1863, var en kabylisk politisk aktivist. Hon var upprorsledare och aktiv i motståndsrörelsen mot Frankrike i mitten av 1800-talet. 

## Biografi
Fatma Nat Si Hmed föddes i byn Werja nära Aïn el Hammam år 1830, samma år som den franska ockupationen av Algeriet startade. Hon var dotter till shejk Ali Ben Aissi som var föreståndare för den lokala madrassa (koranskolan) i Soumer, vilken tillhörde sufisällskapet Rahmaniyya.
Tre omständigheter formade Fatmas liv. När fadern dog såg hon till att skolan kunde fortsätta. Som tonåring vägrade hon att gifta sig och fortsatte att studera. Hon blev känd långt utanför sin hemby för sin kunskap och religiositet. År 1847 gick hon med i motståndsrörelsen under löjtnant Chérif Boubaghla som hade retirerat upp i de kabylska bergen. Därefter fick hon namnet Lalla Fatma N’Soumer.

## Uppror mot Frankrikes ockupation

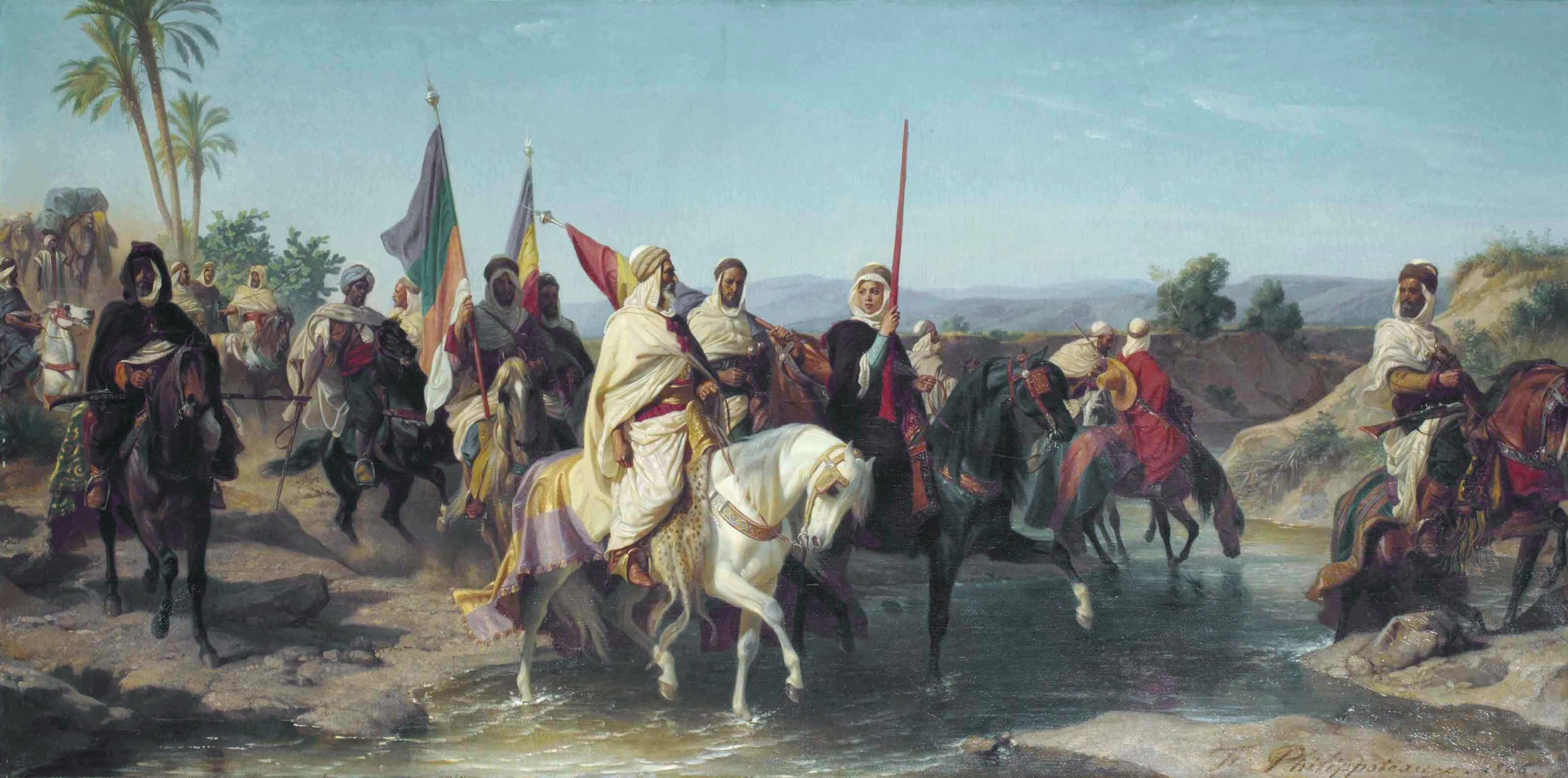
Chérif Boubaghla och Lalla Fatma N'Soumer (Philippoteaux, 1866).

Lalla Fatma N’Soumer gick med i  motståndsrörelsen 1847. Boubaghla var dess ledare och en obeveklig kämpe, mycket bildad och religiös. De två rebellerna  kämpade mot marskalk Jacques Louis Randon och hans armé om 13 000 soldater. I slaget vid Tachekkirt lyckades de tillfångata marskalken som lyckades fly och vägrade kapitulera.
Randon begärde förstärkningar och N’Soumer mobiliserade män och kvinnor att ”kämpa för islam, landet och friheten”. När invånarna i staden Azazga vägrade samarbeta med fransmännen utsattes byn för ständigt bombardemang. År 1854 ledde N’Soumer ett gerillaförband i slaget vid floden Sebaou och besegrade fransmännen. Fatma N’Soumer blev berömd och hyllades i moskéer och madrassa, sånger sjöngs om hjältinnan från Djurdjura. Randon begärde eldupphör vilket N’Soumer accepterade. Boubaghla dödades i strid den 26 december 1854.
År 1857 bröt fransmännen eldupphör-avtalet och attackerade alla större städer. N’Soumer mobiliserade åter landsbygden inför ett avgörande slag. Men de förlorade, och N’Soumer omgiven av många kvinnor tillfångatogs den 27 juli 1857 i byn Takhlijt Ath Atsou, nära Tirourda. De franska soldaterna plundrade hennes hem och förstörde hennes bibliotek som innehöll en stor samling vetenskapliga och religiösa böcker.